# A Defesa
A Defesa é o terceiro romance escrito por Vladimir Nabokov durante sua emigração para Berlim, publicado em 1930. 

## Publicação
O romance apareceu primeiro sob pseudônimo de Nabokov V. Sirin no trimestral emigrante russo "Sovremennye Zapiski" e foi daí em diante publicado pela casa publicadora emigrante Slovo como "Защита Лужина" (A Defesa Lujin) em Berlim. Mais que três décadas mais tarde o romance foi traduzido em inglês por Michael Scammell em colaboração com Nabokov e apareceu em 1964. No prefácio para a edição em inglês Nabokov afirma que ele escreveu A Defesa em 1929 enquanto ele passou férias em Le Boulou ("caçando borboletas") e então terminou isso em Berlim. Ele liga os eventos nos centrais capítulos para movimentos como encontrados em problemas de xadrez.

## Enredo
O enredo refere o personagem-título, Aleksandr Ivanovich Luzhin. Como um menino, ele é considerado não atraente, retirado, e um objeto de ridículo por seus colegas. Um dia, quando um convidado vem para festa de seu pai, ele é perguntado se ele sabe como jogar xadrez. Esse encontro serve como sua motivação para pegar xadrez. Ele pula escola e visita a casa de sua tia para aprender o básico. Ele rapidamente torna um grande jogador, matriculando em competições locais e crescendo na classificação como um jogador de xadrez. Seu talento é prodigioso e ele alcança o nível de um Grande Mestre em menos que dez anos. Por muitos anos, ele permanece um dos top jogadores de xadrez no mundo, mas falha para tornar um campeão mundial.
Durante um dos torneios, em um resort, ele encontra uma jovem menina, nunca nomeada no romance, cujo interesse ele captura. Eles tornam romanticamente envolvidos, e Luzhin eventualmente propõe para ela.
Coisas viram para o pior quando ele é posto contra Turati, um grande mestre da Itália, em uma competição para determinar quem iria encarar o atual campeão mundial. Antes e durante o jogo, Luzhin tem um colapso mental, qual culmina quando sua cuidadosamente planejada defesa contra Turati falha nos primeiros movimentos, e o jogo resultante falha para produzir um ganhador. Quando o jogo é suspendido Luzhin vaga na cidade em um estado de completo destacamento da realidade.
Ele é retornado para casa e trazido para uma casa de descanso, onde ele eventualmente recupera. Seu doutor convence a noiva de Luzhin que xadrez era a razão por sua queda, e todas lembranças de xadrez são removidas de seu ambiente.
Lentamente entretanto, xadrez começa para encontrar seu caminho de volta em seus pensamentos (ajudados por incidentais ocorrências, tais como um velho tabuleiro de bolso encontrado em um bolso do casaco, ou um não prático jogo de xadrez em um filme). Luzhin começa para ver sua vida como um jogo de xadrez, vendo repetições de 'movimentos' que retornam sua obsessão com o jogo. Ele desesperadamente tenta para encontrar o movimento que irá defender ele de perder seu jogo de xadrez da vida, mas sente o cenário crescendo perto e perto.  
Eventualmente, após um encontro com seu velho mentor de xadrez, Valentinov, Luzhin percebe que ele deve "abandonar o jogo", como ele coloca isso para sua esposa (que está desesperadamente tentando para comunicar com ele). Ele tranca si mesmo no banheiro (sua esposa e vários convidados do jantar batendo na porta). Ele sobre fora de uma janela, e isso é implicado que ele cai para sua morte, mas o encerramento é deliberadamente vago. A última linha do (traduzido) romance lê: "A porta foi estourada. 'Aleksandr Ivanovich, Aleksandr Ivanovich', rugiram várias vozes. Mas não havia Aleksandr Ivanovich".

## Maiores personagens
Aleksandr Ivanovich Luzhin: O protagonista do romance. Como uma criança, ele é incompreendido por seus pais e maltratado por seus pares, e é geralmente carrancudo em complexo e comportamento. Ele não tem amigos. Como um adulto, ele é corpulento, socialmente inepto, e ausente mentalmente. Ele tem um colapso nervoso durante sua partida com o grande mestre italiano Turati.
Esposa de Luzhin: Ela casa com Luzhin após muito protesto de sua mãe e pai. Ela é inicialmente desenhada para o ar de mistério que cerca o mestre de xadrez e sente compaixão por sua inépcia social. Ela toma um papel maternal em seu casamento com Luzhin, e faz isso sua ocupação para divertir ele e manter sua mente fora de sua obsessão não saudável com xadrez. Ela permanece sem nome no romance. 
Valentinov: Um confidente homem com uma competente compreensão de xadrez (ele cria problemas mas não joga) que gerencia carreira de Luzhin ao longo da infância. Ele usa o jovem Luzhin para seu próprio ganho e sem muita recompensa para o desenvolvimento pessoal de Luzhin. Valentinov retorna Luzhin para seu pai uma vez que ele não é mais comercializável como uma criança prodígio.
Turati: O suave grande mestre de xadrez italiano. Luzhin tem um colapso nervoso no meio do caminho através do jogo com Turati.

## Comentários
A personagem de Luzhin é baseada em Curt von Bardeleben, um meste de xadrez que Nabokov conheceu pessoalmente. Bardeleben terminou sua vida por pular fora de uma janela. Nabokov disse deste romance: "De todos meus livros russos, A Defesa contém e difunde o maior 'calor' -– qual pode parecer estranho ver como supremamente abstrato o xadrez é supostamente para ser". Ele mais tarde descreveu este romance como a "história de um jogador de xadrez que foi esmagado por seu gênio".
O livro foi também influenciado pelo filme soviético Shakhmatnaya goryachka (1925).

## Adaptação de filme
O livro foi adaptado para filme em 2000, como The Luzhin Defence. Isso foi dirigido por Marleen Gorris, e estrelou John Turturro como Luzhin.